# Cristianismo entre los mongoles

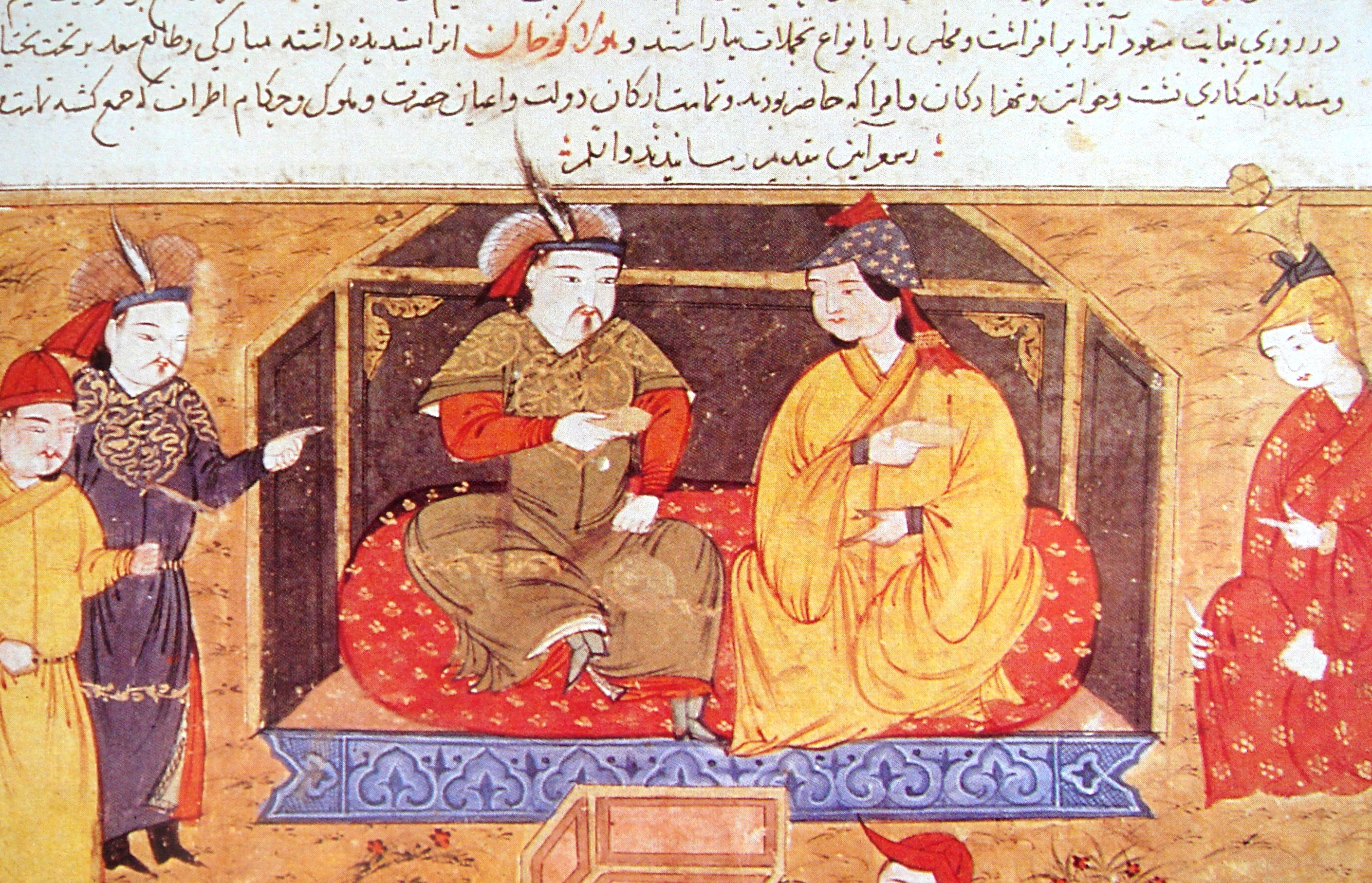
Hulagu, nieto de Gengis Kan y fundador de Ilkhanato, sentado con su cónyuge cristiana oriental Oroqina Khatun de los Keraitas.

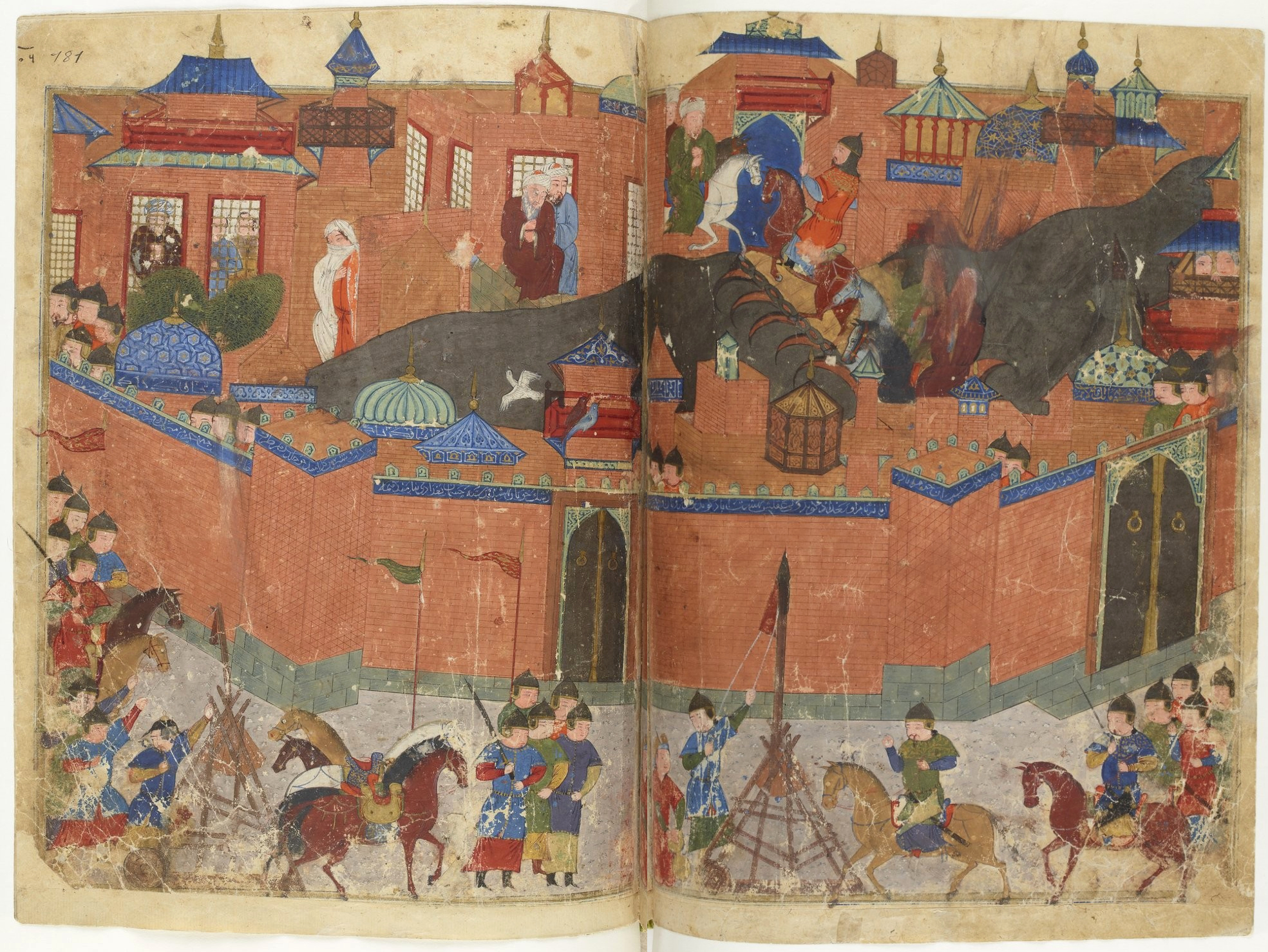
El ejército de Hulagu atacando Bagdad.

En los tiempos modernos, los mongoles son principalmente budistas tibetanos, pero en épocas anteriores, especialmente durante la época del imperio mongol (siglos XIII-XIV), eran principalmente chamánicos y tenían una minoría sustancial de cristianos, muchos de los cuales ocupaban puestos de responsabilidad con considerable poder. En general, los mongoles fueron muy tolerantes con la mayoría de las religiones y, por lo general, patrocinaron varias al mismo tiempo. Muchos mongoles habían sido proselitistas por la Iglesia del Oriente desde aproximadamente el siglo VII, y la religión primaria de algunas tribus era nestoriana. En la época de Gengis Kan, sus hijos tomaron esposas cristianas de keraitas y bajo el gobierno del nieto de Gengis Kan, Möngke Kan, la principal influencia religiosa fue cristiana.
La práctica del cristianismo nestoriano era algo diferente de la practicada en Occidente, los europeos tendían a considerar al nestorianismo como herético por sus creencias sobre la naturaleza de Jesús. Sin embargo, los europeos también tenían leyendas sobre una figura conocida como Preste Juan, un gran líder cristiano en el Este que vendría a ayudar con las Cruzadas. Una versión de la leyenda relacionó la identidad de Preste Juan con un líder mongol cristiano, Toghrul, líder de los keraitas.
Cuando los mongoles conquistaron el norte de China, estableciendo la dinastía Yuan (1271-1368), la Iglesia del Este se reintrodujo en China después de un intervalo de siglos. A medida que los mongoles se expandieron todavía más, las simpatías cristianas de la corte, principalmente a través de las influyentes esposas de los kans, hicieron cambios en la estrategia militar. Durante el asedio de Bagdad a los mongoles (1258), muchos de los ciudadanos de la ciudad fueron masacrados, pero los cristianos se salvaron. A medida que los mongoles invadieron Palestina, hubo algunos intentos de formar una alianza franco-mongola con los cristianos de Europa contra los musulmanes. Los contactos mongoles con Occidente también hicieron que muchos misioneros, principalmente franciscanos y dominicos, viajaran hacia el este en un intento de convertir a los mongoles al catolicismo.

## Antecedentes

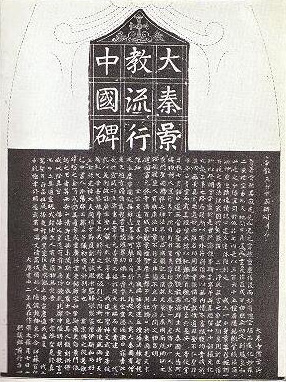
La estela nestoriana en China, erigida el año 781.

Los mongoles habían sido proselitistas desde aproximadamente el siglo VII. Muchas tribus mongolas, como los keraitas, los naimanos, los merkit, los ongud, y en gran medida los Kara kitán, —que practicaban ambas religiones indistintamente— eran cristianos nestorianos.
Gengis Kan mismo creía en el chamanismo tradicional de Mongolia, pero era tolerante con otras religiones. Cuando, como el joven Temüjin, juró lealtad con sus hombres en el Pacto Baljuna alrededor de 1200, había representantes de nueve tribus entre los 20 hombres, incluidos «varios cristianos, tres musulmanes y varios budistas». Sus hijos estaban casados con princesas cristianas del clan de los keraitas que tenían una influencia considerable en su corte. Bajo el Gran Kan Mongke, el nieto de Gengis, la principal influencia religiosa fue la de los nestorianos.
Algunas de las principales figuras cristianas entre los mongoles fueron:
- Sorghaghtani Beki, nuera de Gengis Kan por su hijo Tolui, y madre de Kan Möngke, Kublai Kan, Hulagu y Ariq Böke, que también estaban casados con princesas cristianas;[11][13][14]
- Oroqina Khatun, esposa de Hulagu y madre de Abaqa Kan,[15] quien por su parte se casó con María Paleóloga, hija del emperador bizantino Miguel VIII Paleólogo en 1265. Después de la muerte de Oroqina Khatun, la madre de Abaqa, María ocupó su puesto como mayor influencia cristiana en el Ilkhanato.
- Sartaq Kan, hijo de Batú Kan, quien se convirtió al cristianismo durante su vida.[16]
- Kitbuqa,[17] general de las fuerzas mongolas en el Levante, que luchó en alianza con los vasallos cristianos.
- Yahballaha III, un mongol ongud antes conocido como Rabban Marcos, se convirtió en el Patriarca de la Iglesia del Este desde 1281 hasta 1317.[18]
- Rabban Bar Sauma, un monje chino que hizo una peregrinación desde Khanbaliq (ahora Beijing) y testificó la importancia del cristianismo entre los mongoles durante su visita a Roma en 1287.

## Práctica

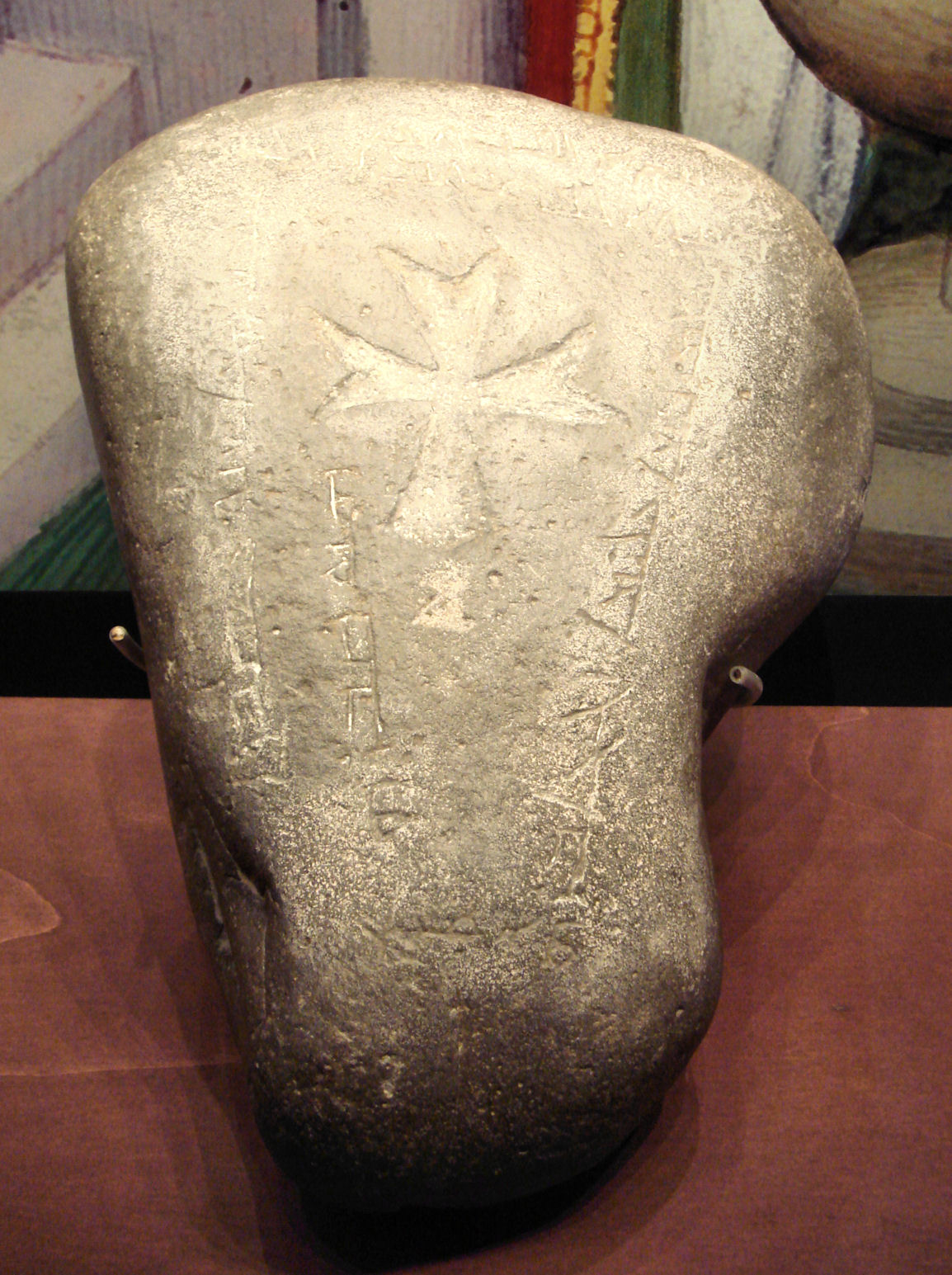
Piedra sepulcral del nestorismo con inscripciones en siriaco, encontrado en Isyk Kol, fechado del 1312.

Según el antropólogo Jack Weatherford, debido a que los mongoles tenían una cultura principalmente nómada, su práctica del cristianismo era diferente de lo que podría haber sido reconocido por la mayoría de los cristianos occidentales. Los mongoles no tenían iglesias ni monasterios, pero reclamaban un conjunto de creencias que descendían de Tomás el Apóstol, que dependía de los monjes errantes. Además, su estilo se basa más en la práctica que en la creencia. El principal interés en el cristianismo, para muchos, fue la historia de que Jesús había sanado a los enfermos y había sobrevivido a la muerte, por lo que la práctica del cristianismo se entrelazó con el cuidado de los enfermos. Jesús fue considerado como un poderoso chamán, y otra atracción fue que el nombre de Jesús sonaba como Yesu, el número mongol "9". Era un número sagrado para los mongoles, y también era el nombre del padre de Gengis Kan, Yesugei. Sin embargo, existe en contradicción con Weatherford la evidencia escrita de una iglesia nestoriana permanente en Karakorum, y evidencia arqueológica de otras iglesias permanentes en Olon Süme, y Ukek. El uso de iglesias no permanentes (yurt) también está bien documentado.
De nuevo según Weatherford, los mongoles también adaptaron la cruz cristiana a su propio sistema de creencias, haciéndola sagrada porque apuntaba a las cuatro direcciones del mundo. Habían lecturas variadas de las Escrituras, especialmente sintiendo afinidad con las tribus hebreas errantes. El cristianismo también permitía comer carne —a diferencia del vegetarianismo de los budistas—. Y de particular interés para los mongoles que bebían mucho, disfrutaron que el consumo de alcohol fuera una parte requerida de los servicios litúrgicos de la Iglesia.
Se sabía que las mujeres de Mongolia indicaban su fe usando un amuleto con una cruz o tatuándose una cruz.

## Tribus cristianas Keraita y Naiman

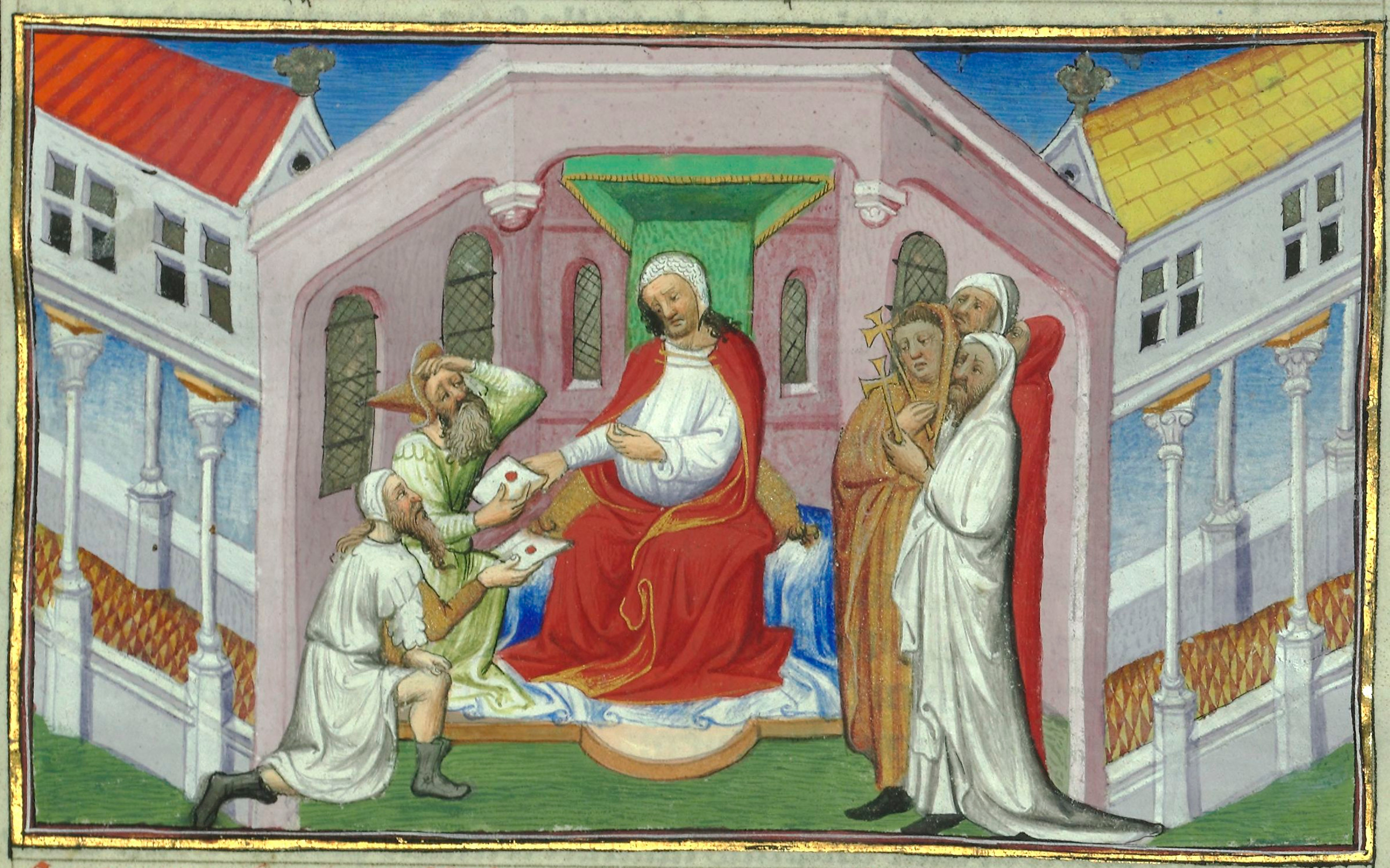
Representación del gobernante keraita Wang Kan. «Preste Juan» en Los viajes de Marco Polo,.

La tribu de keraitas de los mongoles se convirtió al nestorianismo a principios del siglo XI. Otras tribus evangelizadas por completo o en gran medida durante los siglos X y XI fueron la tribu de los naimanos . El kanato de Kara-Kitai también tenía una gran proporción de cristianos nestorianos, mezclados con budistas y musulmanes.
El historiador de Siria del siglo XIII, Bar Hebraeus da cuenta de la conversión de Keraite, quien documentó una carta de 1009 del obispo Abdisho de Merv al patriarca católico Juan VI que anunciaba la conversión de los keraitas al cristianismo. Según Hebraeus, a principios del siglo XI, un rey keraita perdió su camino mientras cazaba en las altas montañas. Cuando abandonó toda esperanza, un santo apareció en una visión y dijo: «Si crees en Cristo, yo te guiaré para que no te pierdas». El rey regresó sano y salvo a su hogar, y cuando más tarde se encontró con mercaderes cristianos, recordó la visión y les preguntó acerca de su fe. A sugerencia suya, envió un mensaje al Metropolitano de Merv para sacerdotes y diáconos, con la petición de bautizarlo a él y a su tribu. Como resultado de la misión que siguió, el rey y 20,000 personas de su pueblo fueron bautizados.
La leyenda de Preste Juan también estaba relacionada con los gobernantes nestorianos de Keraite. Aunque la identidad de Preste Juan también estaba vinculada con personas de otras áreas, como India o Etiopía, en algunas versiones de la leyenda, fue identificado explícitamente como el cristiano mongol Toghrul.

## Relaciones con las naciones cristianas

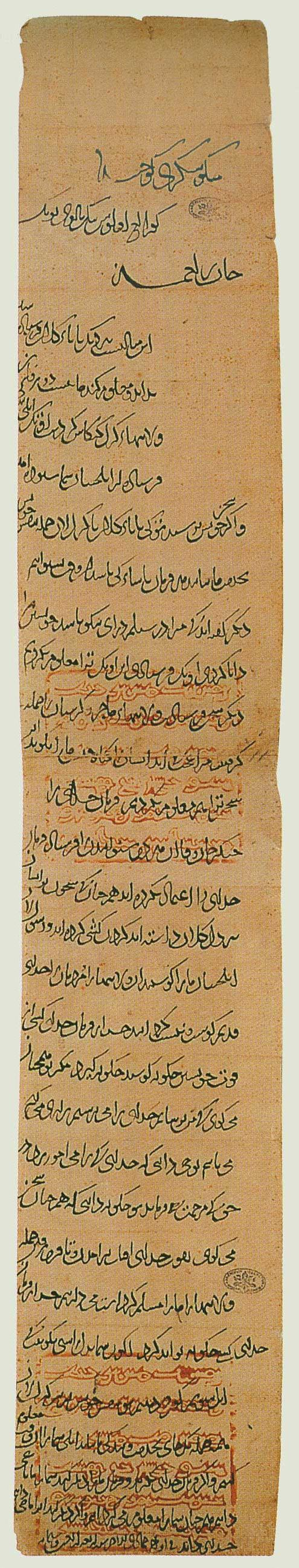
La carta enviada por Guyuk Kan al papa Inocencio IV en 1246, escrita en idioma persa

Los primeros contactos oficiales entre Europa y el Imperio mongol se produjeron entre el papa Inocencio IV y el gran Khan, a través de cartas y emisarios pasando a veces varios años para llegar a su destino. En marzo de 1245, el papa Inocencio IV envió varias bulas, algunas de las cuales fueron entregadas al «emperador de los tártaros» por un emisario, el franciscano Giovanni da Pian del Carpine. En la bula Cum no solum, el papa Innocencio le pidió al líder mongol que se convirtiera al cristianismo y no matara más a los cristianos. También expresó el deseo de paz. Sin embargo, el nuevo kan, Guyuk, instalado en Karakorum en 1246, respondió al papa pidiendo que él y los líderes cristianos vinieran a rendir homenaje al poder de los mongoles. 

Debes decir de una manera sincera: «Seremos tus súbditos, te daremos nuestra fuerza». Debes presentarte en persona con tus reyes, todos juntos, sin excepción, para ofrecernos sus servicios y presentar sus respetos. Esta es la condición para que aceptemos tu solicitud. Y si usted no sigue la orden de Dios, y va en contra de sus órdenes, le consideré como enemigos.

Alguna colaboración militar con los poderes cristianos tuvo lugar en 1259-1260. Haitón I de Armenia y su yerno Bohemundo VI de Antioquía se habían sometido a los mongoles y, al igual que otros estados vasallos, proporcionaron tropas en la expansión de los mongoles. El fundador y líder del Ilkhanate en 1260, Hulagu, fue generalmente favorable al cristianismo: su madre era cristiana, su esposa principal, Oroqina Khatun, era una prominente líder cristiana en el Ilkhanato, y al menos uno de sus generales clave, Kitbuqa, también era cristiano. Un descendiente posterior de Hulagu, el Arghun Kan, envió al monje nestoriano Rabban Bar Sauma como embajador en los tribunales occidentales para ofrecer una alianza entre los mongoles y los europeos. Mientras estuvo allí, Bar Sauma explicó la situación de la fe nestoriana a los monarcas europeos:

Sabed, el gobernante, que muchos de nuestros padres (misioneros nestorianos desde el siglo VII) llegaron a los países de los mongoles, turcos y chinos y les enseñaron el Evangelio, y ahora hay muchos mongoles que son cristianos. Muchos de los hijos de los mongoles, reyes y reinas han sido bautizados y confiesan a Cristo. Y han establecido iglesias en sus campamentos militares, y rinden honor a los cristianos, y entre ellos hay muchos que son creyentes.- Viajes de Rabban Bar Sauma.

A su regreso, Bar Sauma escribió un detallado relato de su viaje, que despierta un gran interés entre los historiadores modernos, ya que fue el primer relato de Europa visto a través de ojos orientales. Los intercambios hacia la formación de una alianza con los europeos finalmente resultaron infructuosos, y los intentos de Arghun fueron abandonados.

## Influencia del cristianismo católico

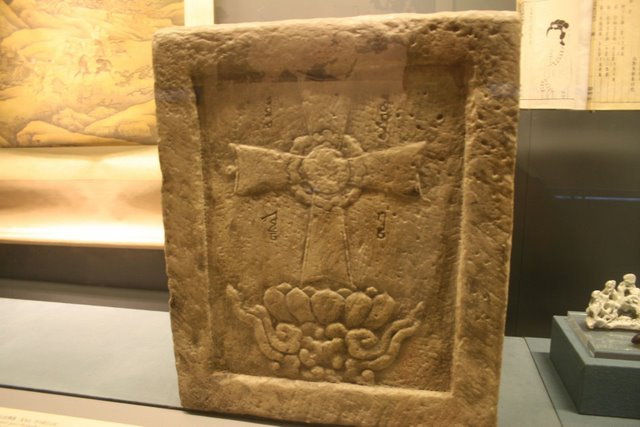
Inscripción de piedra china de una cruz cristiana del nestorismo de un monasterio de Fangshan en Pekín (entonces llamado Dadu, o Khanbaliq), dinastía Yuan

El tipo de cristianismo que practicaban los mongoles era un rito sirio oriental, que tenía una jerarquía independiente de la doctrina occidental desde el cisma nestoriano en el siglo quinto. A lo largo de los siglos, gran parte de Europa desconocía que había cristianos en Asia central y más allá, a excepción de vagas leyendas de un Preste Juan, un rey cristiano de Oriente que muchos esperaban que viniera a ayudar con las Cruzadas y la lucha por la tierra sagrada. Incluso después de que se restablecieron los contactos, todavía había misioneros occidentales que procedieron hacia el este, para tratar de convertir a los mongoles al catolicismo, lejos de lo que se consideraba el herético nestorianismo. Algunos contactos fueron con la capital de los mongoles, primero en Karakórum y luego en Khanbaliq en la China conquistada por los mongoles. Hubo un mayor número de contactos con el más cercano de los estados mongoles, el Ilkhanato en lo que hoy es Irán, Irak y Siria.
Ya en 1223, los misioneros franciscanos viajaban hacia el este para visitar al príncipe de Damasco y al Califa de Bagdad. En 1240, se sabe que nueve dominicanos liderados por Guichard de Cremone llegaron a Tiflis, la capital de la Georgia cristiana, por orden del papa Gregorio IX. Georgia se sometió a los mongoles que avanzaban en el año 1243, de modo que como los misioneros vivieron durante cinco años en el reino georgiano, gran parte estaba en contacto o muy cerca de los mongoles. En 1245, el papa Inocencio IV envió una serie de cuatro misiones a los mongoles. La primera fue dirigida por el dominico André de Longjumeau, que ya había sido enviado a Constantinopla una vez por San Luis para adquirir la corona de espinas a Balduino II. Sus viajes son conocidos por los informes de Matthew Paris. Otras tres misiones fueron enviadas entre marzo y abril de 1245, dirigidas respectivamente por el dominico Ascelino de Lombardía —acompañado por Simon de Saint-Quentin, quien más tarde escribió el relato de la misión en Historia Tartarorum—.
En 1253, el franciscano Rubruquis viajó a Karakorum, la capital mongol occidental, y solicitó permiso para servir a su pueblo en nombre de Cristo. Fue recibido cortésmente, pero se le prohibió participar en el trabajo misionero o permanecer en el país. En un momento de su estancia entre los mongoles, Rubruquis entró en una competencia famosa en la corte mongola. El kan fomentó un debate formal entre cristianos, budistas y musulmanes, para determinar qué fe era la correcta, según lo determinaron tres jueces, uno de cada fe. Cuando Rubruquis regresó a Occidente, escribió un documento de 40 capítulos sobre las costumbres y la geografía de los mongoles.
Entre los misioneros dominicanos que estuvieron en el Ilkhanato se encontraban a Ricoldo de Montecroce y Barthelemy de Bolonia , que más tarde se convirtió en el obispo de la capital de Ilkhanato, Maragha. Para el año 1300, había numerosos conventos dominicanos y franciscanos en el Il-Khanate. Cerca de diez ciudades tenían tales instituciones, incluso Maragha, Tabriz, Sultaniye, Tifflis y Erzurum. Para ayudar con la coordinación, el papa estableció un arzobispo en la nueva capital de Sultaniye en 1318 en la persona de Francon de Pérouse, quien fue asistido por seis obispos. Su sucesor en 1330 fue Jean de Cor.

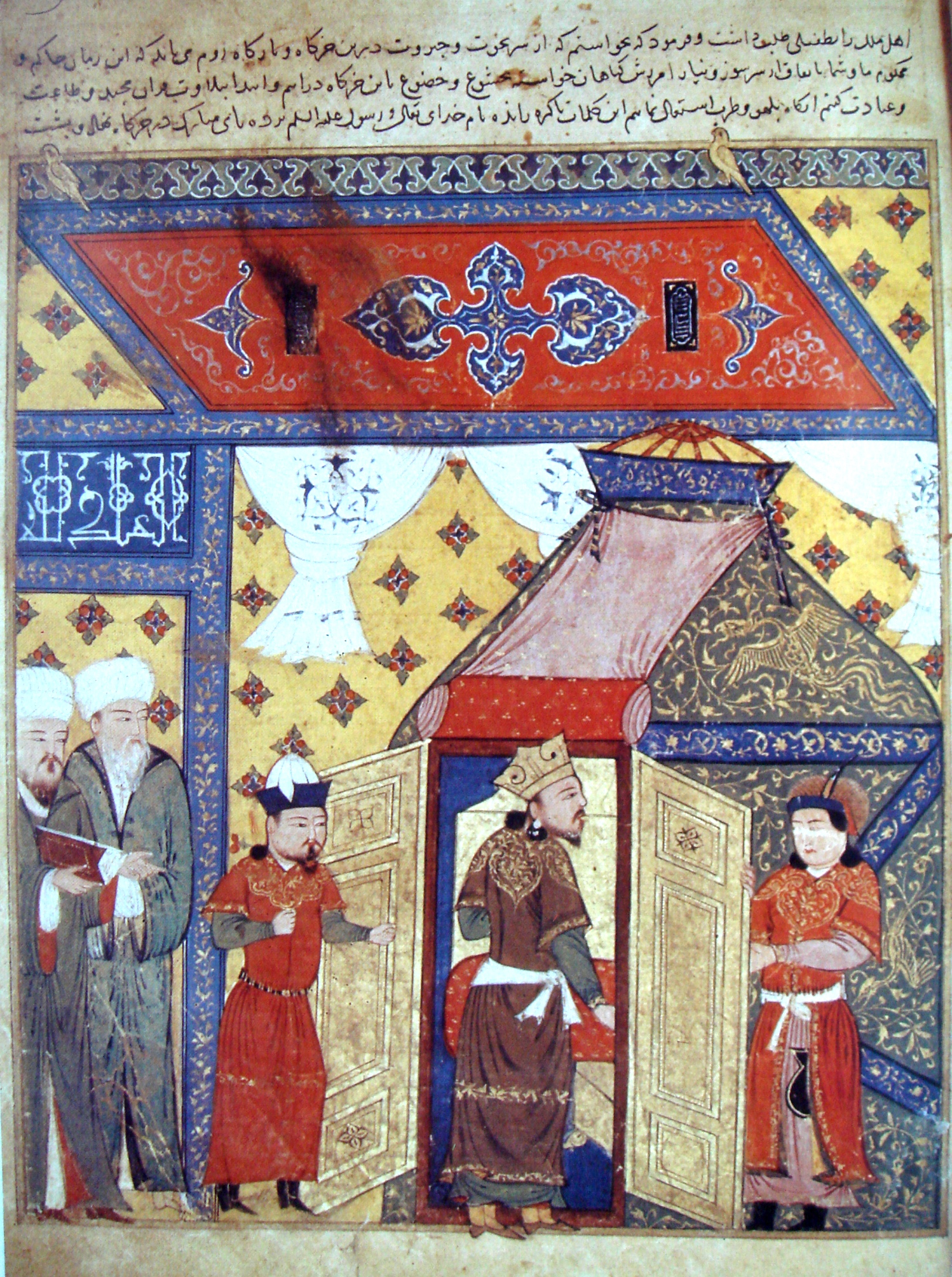
Miniatura persa que muestra la conversión de Ghazan al Islam

En 1302, el nestoriano católico Mar Yaballaha III, que de joven había acompañado a Rabban Bar Sauma a Khanbaliq (Pekín), envió una profesión de fe al papa. De este modo formalizó su conversión al catolicismo, aunque una carta de 1304 de él al papa indicó que su acción había sido fuertemente opuesto por el clero nestoriano local.
Los contactos mongol-europeos disminuyeron a medida que el poder mongol decaía en Persia y los mongoles adoptaban progresivamente el Islam. En 1295, Ghazan (bisnieto de Hulagu) adoptó formalmente el islam cuando tomó el trono de Ilkhanato, al igual que Berke junto con otros líderes de la Horda de Oro. En sus propias cartas al gobernante mongol en 1321 y 1322, el papa todavía expresó su esperanza de que el gobernante mongol se convirtiera al cristianismo. Entre 500 y 1000 conversos en cada ciudad fueron contados por Jean de Sultaniye.

### Misiones católicas en la China mongola

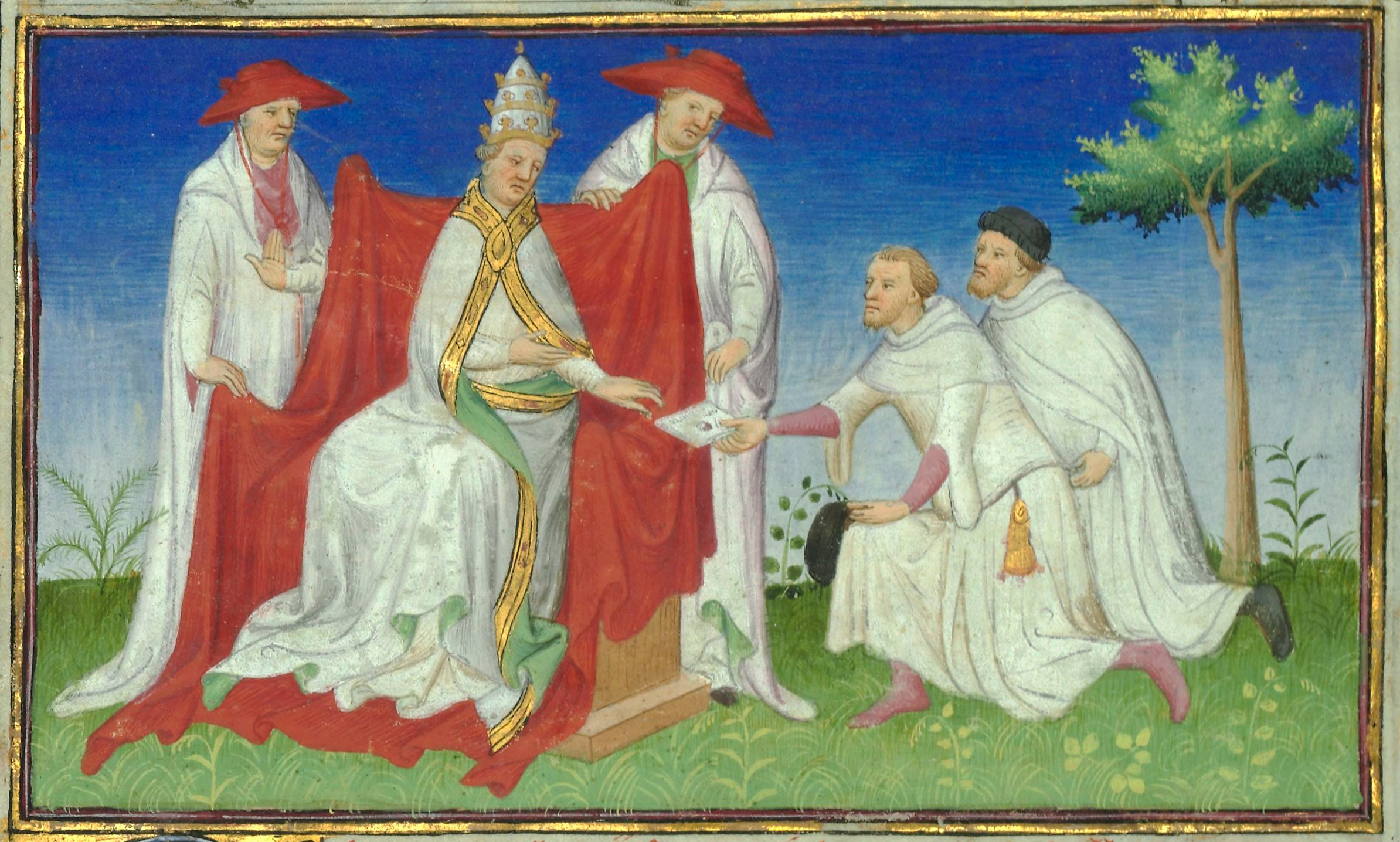
Marco Polo y su hermano, entregan una carta de Kublai Kan al papa Gregorio X en 1271.

En 1271, los hermanos Polo llevaron una invitación de Kublai Kan al papa Gregorio X, implorándole que enviara cien maestros de ciencia y religión para reforzar el cristianismo ya presente en su vasto imperio. No se consiguió nada debido a la hostilidad de nestorianos influyentes dentro de la corte mongola, quienes se opusieron a la introducción de la forma de cristianismo occidental (católica) para suplantar su propia doctrina nestoriana.
En 1289, el papa Nicolás IV envió al franciscano Juan de Montecorvino, que se convirtió en el primer misionero católico de China. Tuvo un éxito significativo, tradujo el Nuevo testamento y Salmos al idioma mongol, construyó una iglesia central, y en unos pocos años, hacia 1305, pudo informar que se habían conseguido seis mil conversos bautizados. Pero el trabajo no fue fácil. A menudo se oponía a los nestorianos, cuyo estilo de cristiandad oriental era diferente de la versión occidental de Juan. Pero la misión franciscana siguió creciendo, otros sacerdotes se unieron a él y establecieron centros en las provincias costeras. Tras la muerte de Montecorvino, Toghon Temür, el último emperador mongol en la dinastía Yuan de China, envió una embajada al papa francés Benedicto XII en Aviñón el año 1336. El gobernante mongol solicitó una nueva guía espiritual para reemplazar a Montecorvino, en 1338, un total de 50 eclesiásticos fueron enviados por el papa a Pekín, entre ellos Juan de Marignolli.
Dos catástrofes masivas aceleraron la extinción de esta segunda ola de misioneros en China. En primer lugar, la peste negra durante la segunda mitad del siglo XIV en Europa agotó las casas franciscanas de tal forma que no pudieron mantener la misión a China. En segundo lugar, la dinastía Yuan creada por los mongoles en China comenzó a declinar. Los chinos nativos se levantaron y expulsaron a los mongoles, imponiendo así la dinastía Ming en 1368. En 1369, todos los cristianos, ya fueran católicos o sirio-orientales, fueron expulsados. Con el final del dominio mongol en el siglo XIV, el cristianismo casi desapareció en Asia continental, con tres de los cuatro principales kanatos mongoles abrazando el Islam.

## Relaciones entre la Iglesia nestoriana y el clero católico
De las fuentes queda claro que el tamaño del número de creyentes y la influencia de la Iglesia nestoriana del Este fueron considerablemente mayores que los de la Iglesia católica. La dinastía Yuan supervisó la Iglesia del Este por la Comisión para la Promoción de la Religión, que fue dirigida por un funcionario designado por el emperador a través del metropolitano. Hubo tensiones entre los clérigos nestorianos y católicos durante este periodo. Los misioneros católicos consideraban a los nestorianos herejes. Su doctrina ya fue condenada en el año 431 en el Concilio de Éfeso.
En las cartas de Juan de Montecorvino al papa Clemente V, se describe en detalle la continua oposición de los nestorianos. Esa tensión también tenía que ver con el hecho de que los misioneros católicos trataron de convertir a los nestorianos. En 1294 Montecorvino llegó a la  tribu mongol de Onggud, y convirtió a su gobernante nestoriano al catolicismo, con el gobernante le siguieron algunos de sus súbditos. El misionero permaneció durante cuatro años hasta la muerte del gobernante. Durante este tiempo se encontró con una fuerte oposición de la Iglesia nestoriana del Este. Después del fallecimiento del líder de la tribu, sus familiares con la intervención de los obispos nestorianos consiguieron que los conversos regresaran a su antigua religión el nestorianismo.